# Chrigor Flores Moraes
Chrigor Flores Moraes (* 13. November 2000 in Cachoeira do Sul), auch bekannt als Chrigor, ist ein brasilianischer Fußballspieler.

## Karriere
Chrigor erlernte das Fußballspielen in den Jugendmannschaften von Grêmio Esportivo Brasil und Red Bull Brasil. Hier kam er als Jugendspieler auch in ersten Mannschaften zum Einsatz. Seinen ersten Profivertrag unterschrieb er am 1. Januar 2020 beim Zweitligisten Red Bull Brasil. In der zweiten Liga kam er jedoch nicht zum Einsatz. Im August 2020 wechselte er zum Erstligisten Red Bull Bragantino nach Bragança Paulista. Für Red Bull bestritt er fünf Erstligaspiele. Von Ende Juli 2021 bis Dezember 2021 wurde er an den Erstligisten América Mineiro ausgeliehen. Für den Verein aus Belo Horizonte bestritt er fünf Erstligaspiele. Im Januar 2022 wechselte er ebenfalls auf Leihbasis bis Anfang April 2022 zu Grêmio Novorizontino. Ituano FC, ein Zweitligist aus Itu, lieh ihn von April 2022 bis Dezember 2022 aus. Hier stand er 17-mal in der zweiten Liga auf dem Spielfeld. Direkt im Anschluss wurde er von Januar 2023 bis April 2023 an den AA Internacional nach Limeira ausgeliehen. Nach Vertragsende bei Red Bull unterschrieb er Ende Mai 2023 einen Vertrag bei Associação Portuguesa de Desportos. Bei dem Klub aus São Paulo stand er bis April 2024 unter Vertrag. Nach kurzer Vertragslosigkeit zog es ihn im Sommer 2024 nach Asien. In Thailand unterschrieb er einen Vertrag beim Erstligisten Buriram United. Hier absolvierte der Mittelstürmer bis zur Winterpause 24 Pflichtspiele, erzielte acht Treffer und war dabei auch in der AFC Champions League Elite sowie dem ASEAN Club Championship aktiv. Im Januar 2025 wechselte er auf Leihbasis zum ebenfalls in der ersten Liga spielenden PT Prachuap FC.